# Ulf Tistam
Ulf Sten Olof Tistam, född 25 januari 1941 i Enskede församling, är en svensk skådespelare.

## Filmografi (urval)
- 1968 – ...som havets nakna vind
- 1969 – Bokhandlaren som slutade bada
- 1971 – Lavforsen – by i Norrland (TV-serie)

## Teater

### Roller (ej komplett)
| År   | Roll                                      | Produktion                                                               | Regi                 | Teater          |
| ---- | ----------------------------------------- | ------------------------------------------------------------------------ | -------------------- | --------------- |
| 1970 | Dr Tomas Stockmann                        | En folkefiende Henrik Ibsen                                              | Tom Lagerborg        | Örebroensemblen |
| 1972 |                                           | Pampen Lars Björkman                                                     | Stig Ossian Eriksson | Örebroensemblen |
| 1972 |                                           | Amfitryon (Amphitryon!) Peter Hacks                                      | Tom Lagerborg        | Örebroensemblen |
| 1973 | Andre guden Gubben                        | Den goda människan i Sezuan (Der gute Mensch von Sezuan) Bertolt Brecht  | Jan Håkansson        | Örebroensemblen |
| 1974 | Zimmerman                                 | Frihet i Bremen (Bremer Freiheit) Rainer Werner Fassbinder               | Tom Lagerborg        | Örebroensemblen |
| 1974 | Robert de Montigny                        | Villon (The Judgement of François Villon) Herbert Edward Palmer          | Tom Lagerborg        | Örebroensemblen |
| 1975 | Brettschneider Den kutryggige Tysk soldat | Svejk i andra världskriget (Schweyk im zweiten Weltkrieg) Bertolt Brecht | Claes Lundberg       | Örebroensemblen |
| 1975 | Malcolm                                   | Macbeth William Shakespeare                                              | Claes Lundberg       | Örebroensemblen |
| 1976 | Vigeland                                  | Samhällets stöttepelare (Samfundets støtter) Henrik Ibsen                | Claes Lundberg       | Örebroensemblen |
| 1994 |                                           | Kung Lear (King Lear) William Shakespeare                                | Magnus Bergquist     | Riksteatern     |